# Toponímia
A toponímia (magyarul helynévtan) az onomasztika azon ága, amely a helynevek több aspektusát tanulmányozza: eredetüket, típusaikat, jelentésüket, alkotásukat stb. Más értelemben szó van egy adott nyelv, ország, régió vagy helység toponímiájáról is, azaz ezek helynév-készletéről.
A toponímia nem elszigetelt diszciplína. Kapcsolatban áll az onomasztika másik ágával, az antroponímiával (személynévtannal), a nyelvészet olyan ágaival, mint a lexikológia, a dialektológia, az etimológia, a földrajzi nyelvészet, valamint több olyan nyelvészeten kívüli tudományággal, mint a történettudomány, a régészet, a földrajztudomány, a néprajz.
A toponímia főleg a történelmi kutatásokhoz járul hozzá, mivel népek történetének olyan aspektusait világíthatja meg, mint a gazdasági és kulturális központok elterjedése, a kereskedelmi utak földrajza, a népek elhelyezésének határai stb. Például vannak olyan magyar helységnevek, amelyek megörökítik a honfoglaló törzsek nevét (Nyék, Megyer, Kürt, Gyarmat, Tarján, Jenő, Kér és Keszi), bár ezek a helységek nem voltak az illető törzseknek a központjai, hanem olyan más törzsek területén léteztek, ahová ezeket a neveket viselő törzsek csoportjai kerültek, és az előbb ott élők adták ezeket a helyneveket. Analóg módon neveztek el a magyarok olyan helységeket, ahova idegen népcsoportok telepedtek le, pl. úzok (Ózd), besenyők (Besenyőd), kunok (Kunmadaras), jászok (Jászberény), németek (Németi), olaszok (Olaszi) stb.
A nyelvtörténeti kutatásokat különösen segíti a toponímia. A külső történetüket illetően például a nyelvek múltbeli elterjedéséről ad információkat. Belső történetük szempontjából azért fontos, mert egyes helynevek megőriznek az aktuális nyelvben kihalt elemeket. Például a magyar személynévből alkotott -i végződésű (pl. Tamási) helynevekben az -i a mai nyelvben az -é-nek megfelelő birtokjel, vagy egyes horvát helynevekben fennmaradt a hímnem többes szám alanyeset -e ragja, pl. a Pakoštane helynévben.

## A toponímia tárgya

### Helynévtípusok és osztályozásuk
Sokféle helynév van, azon helyek típusa szerint, amelyeket megneveznek: égitestek, földrészek, országok, régiók, történelmi tartományok és aktuális közigazgatási területek, települések, útvonalak, közterületek, hegyek, dombok, vizek stb. Több szempontból lehet őket csoportosítani.
A helyek viszonylagos nagysága szerint van:
- makrotoponímia, amely az olyan viszonylag nagy természetes helyi egységeket foglalja magába, mint a hegyvonulatok, és olyan ember által alkotottakat, mint az országok.
- mikrotoponímia, amelyhez olyan viszonylag kis egységek tartoznak, mint a tavak és a helységek.

Más szempontból vannak földrajzi nevek és Földön kívüliek: égitestek és ezeken létező helyek neve.
Megint más szempontból vannak spontán módon adott helynevek, főleg a történelmi múltban, mint Paris ’Párizs’, és tudatosan, olykor hivatalosan elnevezett helyek, mint Washington.

### A helynevek általános vonásai
A helynevek egyik jellegzetessége az, hogy egyesek, főleg víznevek és hegynevek nagyon régiek, amit az is bizonyít, hogy nem lehet megállapítani az eredeti jelentésüket, mivel ismeretlen nyelvű népektől származnak, pl. a Duna, Tisza, Mátra, Bakony, Mecsek stb. nevek.
A régiségükkel jár együtt a helynevek viszonylagos stabilitása egyéb tulajdonnevekével szemben, mint a személynevek, mivel a helynevek nem tűnnek el az emberekkel együtt, és kevésbé divatfüggőek. Például egyes országok toponímiája és az azokat lakó többségi népesség nyelve között nincs mindig összefüggés, mint az Amerikai Egyesült Államokban, ahol megőrződött sok állam amerikai indián neve: Oregon, Massachusetts, Minnesota, Mississippi, Missouri stb.

### A helynevek eredete és jelentése
A helyneveknek sokféle eredete lehet. Mindegyiknek van lexikai jelentése. Sokakét minden nyelvhasználó ismeri; másokét, a régebbiekét, csak a toponímiával foglalkozó nyelvészek; megint másoké, még régebbieké, csak feltételezett vagy egyáltalán nem ismert.
A helynevek egyik eredetük szerinti osztályozása azt veszi figyelembe, hogy mit fejez ki az a nyelvi entitás, amelyikből származnak.
Például egyes ország- és régiónevek köznevekből vagy más helynevekből származnak:
- az ország többségi népcsoportjának a neve: Magyarország, Szlovákia stb.;[6]
- égtáj neve: Anatólia (< görög anatole ’kelet’), Ausztrália (< latin auster ’déli szél’);[7]
- anyag neve: Argentína (< latin argentum ’ezüst’), Elefántcsontpart;[7]
- lény neve: Galápagos-szigetek (< spanyol galápago ’teknősbéka’);[7]
- helységnév: Portugália (< római-kelta Portus Cale ’Cale kikötő’).[7]

Helységnevek alapszava lehet:
- népnév (lásd fentebb, a bevezetőben);
- foglalkozásnév: Ács;[6]
- nap neve, a magyar nyelvben olyanoké, amelyeken vásárokat tartottak:[6]
  - egyszerű szó: Csütörtök;
  - összetett szóban: Szombathely;
- egyéb köznév:
  - (magyarul) Földvár;[6]
  - (angolul) Oxford szó szerint ’ökörgázló’;[6]
  - (románul) Podu Turcului szó szerint ’a török hídja’;[7]
- szent neve:
  - (magyarul) Szentgyörgy;[6]
  - (olaszul) San Marino;[7]
  - (spanyolul) San Diego;[7]
- személyiség neve vagy más személynév:
  - egyszerű szó:
    - (magyarul) Taksony (Taksony fejedelem szállásának és birtokának eredeti helye), Sopron (egy azonos nevű személy birtokának a helye);[6]
    - (angolul) Washington;

  - (franciául) Orléans (< latin Aurelianus);[7]
  - összetett szóban:
    - (oroszul) Петрозаводск (Petrozavodszk) (Петро- Petro- < Пётр Pjotr);[2]
    - (horvátul) Josipdol szó szerint ’Józsefvölgy’;[10]
- víznév:
  - egyszerű szó: (oroszul) Москва (Moszkva), Вологда (Vologda);[2]
  - összetett szóban vagy szószerkezetben:
    - (magyarul) Balatoncsehi;[6]
    - (románul) Târgu Jiu ’Zsilvásárhely’.[7]

Víznevek és hegynevek között vannak olyanok, amelyek a tárgy tulajdonságát fejezik ki:
- víznevek:
  - (magyarul) Sóstó;[6]
  - (angolul) Great Salt Lake ’Nagy-sóstó’;
- hegynév: (románul) Vârful Retezat (szó szerint ’a lemetszett csúcs’) ’Retyezát-csúcs’.[11]

Egyes hegynevek metaforaszerűek, pl. (románul) Vârful Omu (szó szerint ’az ember csúcs’) ’Omu-csúcs’.
Vannak olyan égitestek, amelyeknek van tudományos is, és köznévből származó népi nevük is, pl. Hajnalcsillag ’Vénusz’; Fiastyúk ’Messier 45, Plejádok’.
Egy másik eredet szerinti osztályozás őshonos, jövevény és lefordított helynevekre lehetséges.
A fenti helynév-példák között a legtöbb őshonos: (magyarul) Taksony, (angolul) Oxford, (oroszul) Moszkva, (románul) Podu Turcului stb.
Más helynevek nemzetköziek, és alakjuk azon nyelvek szabályainak felel meg, amelyekben használják, például magyarul a földrészek neve.
Megint mások viszonylag régi jövevényszavak. A magyar nyelvben ilyenek a szláv eredetű Beszterce, Balaton, Veszprém, Baranya, Komárom, Visegrád, Kanizsa, Tapolca stb. Román eredetű a fentebb említett Retyezát vagy a Kaprióra, régebben Kaprevár (< Căprioara ’a kecskegida’) falunév. A románban is sok szláv helynév van: Dâmbovița, Ialomița, Cernavodă (’fekete víz’), Potoc ’Potok’ (szó szerint ’patak’) , Sohodol (szó szerint ’száraz völgy’) ’Aszóirtás’ . Erdélyben és Moldvában magyar helyneveknek megvan a helyi román lakosság által románosított változata, pl. Moldvában Bacău ’Bákó’, Bârgăuani ’Bargován’, Hârlău ’Harló’. Lefordított helynév pl. (románul) Miercurea Ciuc ’Csíkszereda’. A románban félig jövevény, félig hibás Sebeshely fordítása, ugyanis a Sebeșel névben -el kicsinyítő képző.

### A helynevek alakja
A helynevek többféle alakúak lehetnek. Egyesek egyszerű szavak, és alapalakjuk használatos, amikor nem ragozottak, például a fentiek közül (magyarul) Sopron, (oroszul) Moszkva, (románul) Retezat.
Más helynevek nem alapalakjukban, hanem valamelyik más nyelvtani alakban használt egyszerű szavak, például a magyar Marcali, Tamási, Lőrinci, Simonyi, amelyekben az -i eredetileg a mai nyelvben az -é-nek megfelelő birtokjel. Több nyelvben többes számban használnak egyes helyneveket: Kárpátok, (románul) Carpați, (horvátul) Novaki stb. A románban több pataknak a neve határozott végartikulusos, pl. Galbena ’a sárga’.
Megint más helynevek olyan szóalkotási típusok eredményei, mint amelyekkel köznevek alakulnak. Egyikük a szóképzés:
- A magyarban egyes tájnevek a -ság/-ség képzővel alakultak, pl. Jászság, Kunság, Ormánság, Szilágyság, Mezőség.[6]
- Az oroszban gyakori az -овск (-ovsk) városnév-képző, pl. Боровск (Borovszk).[2]
- A románban vannak az -iș (pl. Păltiniș ’juharos’) vagy az -eni (pl. Văleni ’völgyiek’) képzőkkel alkotott helynevek.[7]

Sok helynév összetett szó. Köztük egyesek eredetileg szószerkezetek, mások egyszerűen egymás mellé tett szavakból állnak:
- A magyarban az ilyen helynevek gyakoriak:
  - eredetileg királyi várak, egyben megyeközpontok nevét tartalmazó szerkezetek: Vasvár, Zalavár, Somogyvár;[6]
  - eredetileg személynevekkel alkotott birtokos jelzős szerkezetek: Dencsháza, Mikótelke, Tormafölde, Fülöpszállás;[6]
  - az országnevek egy része, népnév + ország szerkezettel: Magyarország, Finnország;[6]
  - eseményekre utaló szerkezetek: Töröktemetés, Pálhalála.[6]
- Az angol nyelvben vannak személynév + town ’város’ szerkezetű összetett helynevek, pl. Georgetown.[2]
- A románban az összetett helynevek főleg szószerkezeten alapszanak, pl. Câmpulung ’Hosszúmező’.[7]
- Az oroszban több összetett városnévben a második tag a mai nyelvben archaikus град (grad) ’város’, pl. Ленинград (Leningrád). Vannak ún. félszóval, azaz önállóan nem használható szóval alakított helynevek is, pl. Белгород (Belgorod) ’fehér város’, amelyben Bel- a белый (belij) ’fehér’ lerövidült alakja.[2]
- A horvátban egyes régiónevek a -ština/-tina képzővel alakulnak. Annak a városnak a nevéhez vannak hozzáadva, amely körül elterülnek, pl. Đakovo ’Diakovár’ → Đakovština.[14]

Egyes nyelvekben vannak tulajdonképpeni szószerkezetekből álló helynevek is:
- (oroszul) Чистые Пруды (Csisztie Prudi) ’tiszta halastó’;[2]
- (angolul) Great Salt Lake ’Nagy-sóstó’;
- (románul) Baia de Aramă (szó szerint ’rézbánya’) (magyarul) Arámabánya.[7]

### A helynevek változása
Bár sok helynév stabil, vannak változóak is, amelyek inkább a mikrotoponímiába tartoznak. Sokszor hivatalosan megváltoztatottakról van szó. Ilyenek például egyes személyiségek nevére változtatott utcanevek, pl. Mikes Kelemen utca. Politikai indíttatásból is megváltoztatnak helyneveket. Ilyenek voltak a magyarországi kommunista rendszer idejében a Lenin vagy a Beloiannisz nevű utcanevek. A régebbi Dunapentele, később Sztálinváros lett, majd Dunaújváros. Romániában is Brassó-ból Orașul Stalin lett, majd újból Brassó. Oroszországban Szentpétervár hivatalos neve először Санкт-Петербург (Szankt-Petyerburg) volt, később Petrográd, majd Leningrád, végül újra Санкт-Петербург lett.